# Лили Джеймс
Лили Джеймс, родена Лили Томсън (на английски: Lily Chloe Ninette James, Лили Клои Нинет Джеймс) е английска актриса. Учи в Училището за музика и драма Гилдхол в Лондон и скоро започва кариерата си в британската телевизионна серия „Просто Уилям“ (2010). Следва поддържаща роля в драматургичната серия „Имението Даунтън“ (2012-2015). Прави своя филмов пробив във филма Пепеляшка (2015), където изпълнява ролята на главната героиня..
Джеймс играе Наташа Ростова в телевизионния сериал „Война и мир“ (2016). През 2017 г. участва в криминалния филм „Зад волана“ и военния драматичен филм „Най-мрачният час“, които са приети добре от филмовата критика и се считат за успешни. Тя играе също така младата Дона Шеридан (героинята на Мерил Стрийп) в музикалния филм „Mamma Mia! Here We Go Again“ (2018), продължение на „Mamma Mia!“ (2008).

## Избрана филмография
- Четири сватби и едно погребение (1994)
- Тайният дневник на една компаньонка (2011)
- Имението Даунтън (2012)
- Гневът на титаните (2012)
- Пепеляшка (2015)
- Зад волана (2017)
- Най-мрачният час (2017)
- Mamma Mia! Отново заедно (2018)
- Вчера си е за вчера (2019)